# Eriodictyon traskiae
Eriodictyon traskiae är en strävbladig växtart som beskrevs av Alice Eastwood. Eriodictyon traskiae ingår i släktet Eriodictyon och familjen strävbladiga växter. Utöver nominatformen finns också underarten E. t. smithii.